# Colegio de Cirugía de San Carlos
El Colegio de Cirugía de San Carlos fue una institución dedicada a la enseñanza de la cirugía y la medicina fundada en Madrid 1771 por Carlos III a instancias de Antonio Gimbernat y Arbós. Planteado inicialmente como una institución ajena a la Universidad, terminó convirtiéndose en la facultad de medicina de la Universidad de Madrid.

## Denominaciones

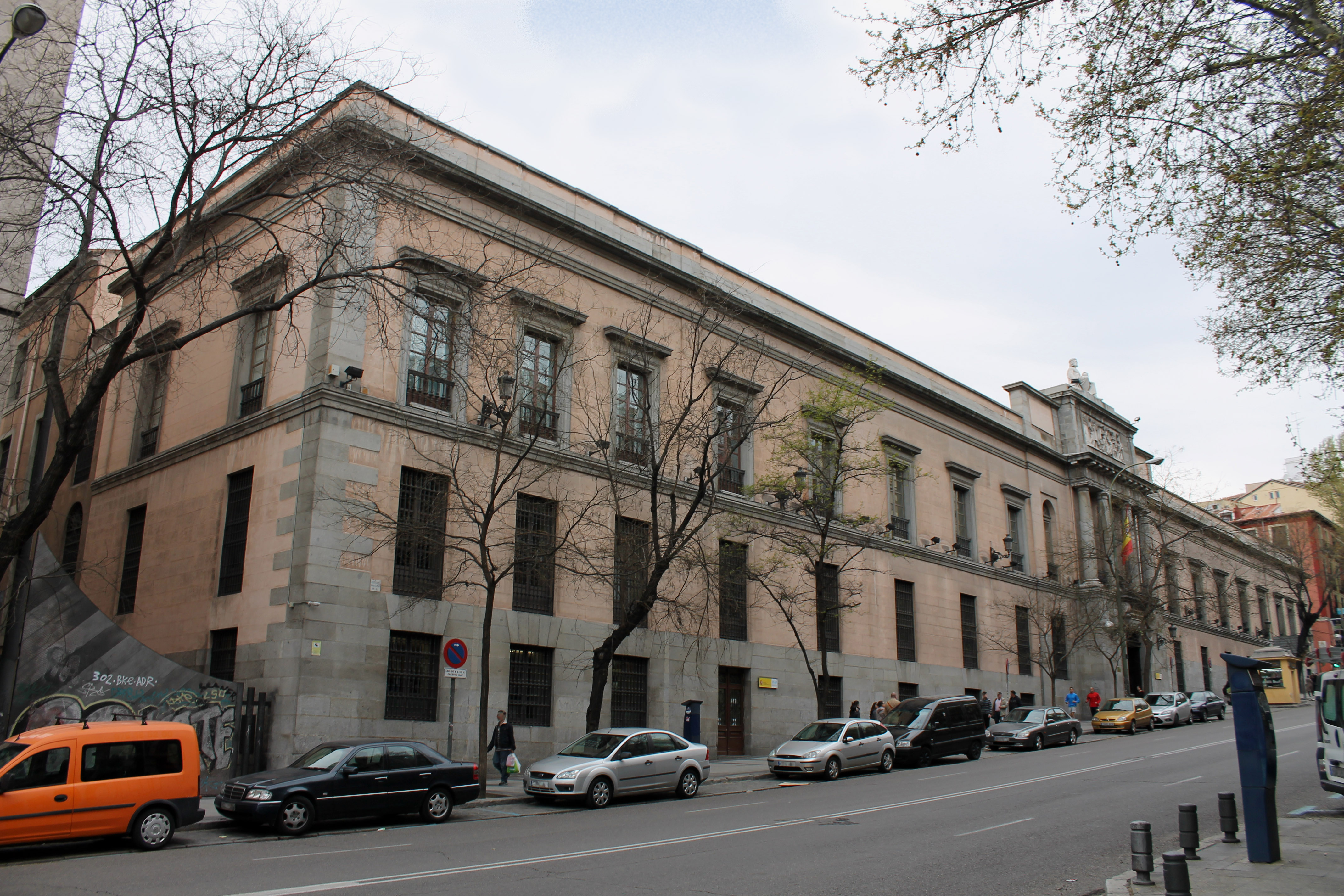
Edificio de Isidro González Velázquez a donde se trasladó el Colegio en 1837, en el solar anteriormente ocupado por el Hospital de la Pasión, y que actualmente acoge el Colegio de Médicos de Madrid.

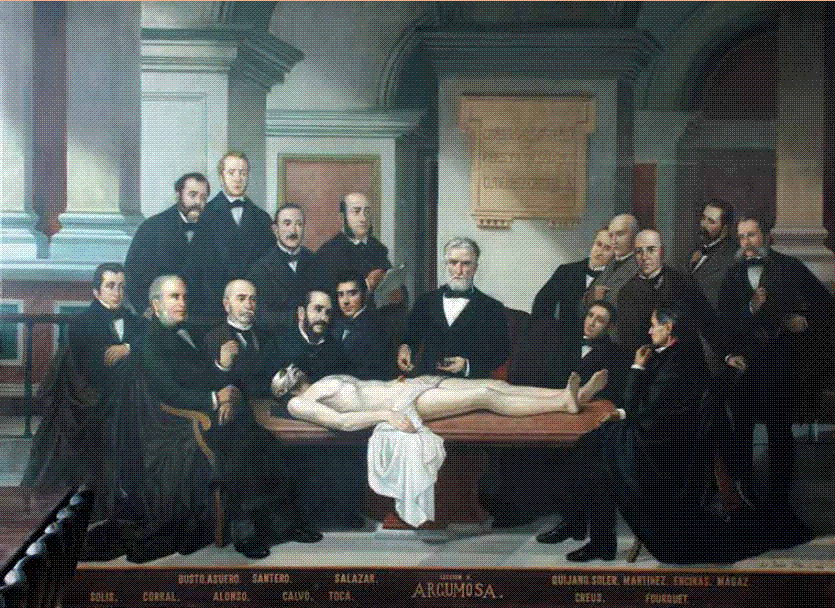
Diego de Argumosa rodeado de otros cirujanos, en un lienzo de Antonio Bravo de 1880.

Su denominación (en honor del santo del nombre del rey) fue sucesivamente Real Colegio de Cirugía de San Carlos (hasta el 12 de marzo de 1799), Real Colegio de Cirugía y Medicina de San Carlos o Real Colegio de San Carlos para la Facultad Reunida (hasta el 20 de marzo de 1801), Real Colegio de Cirugía Médica de San Carlos (hasta marzo de 1820), Colegio Nacional de Cirugía de San Carlos (hasta el 11 de julio de 1821), Escuela Especial de la Ciencia del Curar (hasta 1823, cuando se vuelve a la denominación Real Colegio de Cirugía Médica de San Carlos) y Colegio Nacional de Medicina y Cirugía de San Carlos (desde 1842). Desde 1843 se denominó Facultad de Ciencias Médicas (agrupando cirugía, medicina y farmacia), y desde 1845, con la separación de farmacia a su propia facultad, pasó a denominarse Facultad de Medicina de San Carlos.

## Historia
Desde el siglo XVIII se tenía la intención de levantar un edificio aprovechando la antigua fábrica del Hospital de la Pasión de la calle de Atocha, idea que se mantuvo viva durante varios años. Pero el proyecto nació con tantas servidumbres que su construcción se retrasaría hasta el siglo XIX. De una parte, había que desalojar a las mujeres y trasladarlas al ala correspondiente en el Hospital General; de la otra, se quería que la nueva institución fuera independiente de la Junta de Hospitales y del Tribunal del Protomedicato, lo que iba a procurarle tenaces enemigos y penurias insuperables.
Los dos edificios proyectados por el arquitecto José de Hermosilla (y continuados por Francisco Sabatini), convertían el lugar en un polo de renovación urbana que, sin embargo, no alteraba la tradicional función asistencial y sanitaria del eje Atocha-Antón Martín, una zona urbana especializada en instituciones médicas en la que se encontraban el Hospital de San Juan de Dios para enfermedades contagiosas -plaza de Antón Martín-, el Hospital de Monserrat o de Aragón -calle Amor de Dios-, el Hospital de Convalecientes -calle de San Eugenio-, el Hospital de los Desamparados del Carmen -costanilla de los Desamparados-, el Hospital de la Pasión -calles de Santa Inés, Santa Isabel y Callejón del Niño Perdido- y finalmente el Hospital General en el extremo sur, la actual glorieta de Atocha.

### Proyecto

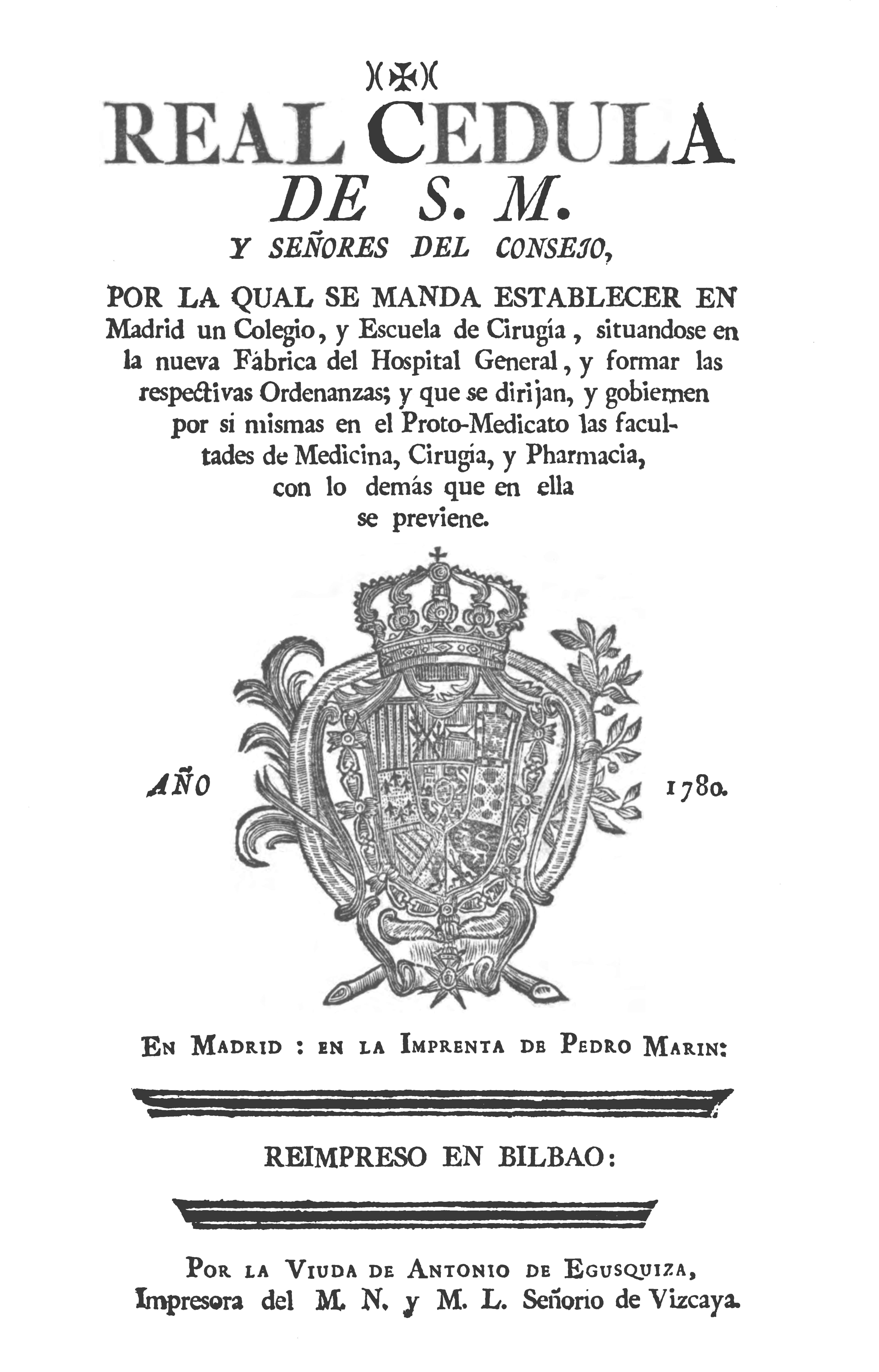
Real Cédula de fundación en Madrid del Colegio de Cirugía de San Carlos en 1780.

El proyecto tenía como precedentes los Reales Colegios de Cirugía de Cádiz (1748) y de Barcelona (1760), dos hitos en el proceso de renovación en la España de la Ilustración. Ambas eran fundaciones militares, la primera vinculada a la marina y, la segunda, al ejército, ejes de la construcción del absolutismo borbónico desde la Guerra de Sucesión Española (1715). La guerra había hecho evidente la necesidad de una suerte nueva de profesionales con habilidades quirúrgicas.
Hasta entonces la cirugía era un saber menor, más práctico que teórico, impropio para una hidalguía que menospreciaba el trabajo manual. Por su parte, las universidades, todavía dominadas por las órdenes religiosas, no proporcionaban los profesionales que la sociedad requería. En pocos años, los cirujanos le darán la vuelta a la situación y serán ellos quienes ocuparán los mejores puestos, incluso la denominación de catedráticos y el otorgamiento de títulos y licencias profesionales. Para el Colegio de Cirugía de Madrid lo que se proyectó fue un colegio civil y no religioso como los tradicionales colegios universitarios, con el propósito de abrir una fisura profunda en todo el sistema educativo médico español. La iniciativa implicaba darle la espalda a la Universidad, y de paso convertir la capital en el centro de una nueva mentalidad sanitaria.
Aunque no se construyera el edificio, el Colegio iniciaría provisionalmente sus actividades el 1 de octubre de 1787, bajo la dirección del ilustre anatomista y cirujano Antonio Gimbernat y Arbós, habilitando una parte de los sótanos del Hospital General. Esta institución ya venía acogiendo lo mejor de la medicina española de la Ilustración, y en sus dependencias convivían dos instituciones docentes de alto nivel: La primera surgió en 1755 a partir de una propuesta del Dr. Bernardo López de Araujo, quién solicitó el establecimiento de dos cátedras: Anatomía y Medicina Teórico-Práctica. También se dotaría otra de Demostración Práctica de Anatomía en 1761. El segundo proyecto se aprobó en 1774 y desembocaría en el Colegio de San Carlos. Ambas instituciones compartieron edificio y ansias renovadoras, pero no dejaron de pugnar hasta su unificación. La dificultad para aunar esfuerzos se puede explicar por la resistencia que tuvieron aquellos profesionales para fundir en un único proyecto educativo y sanitario dos saberes con tradiciones tan distintas como la medicina y la cirugía.